# Naufrage du Costa Concordia

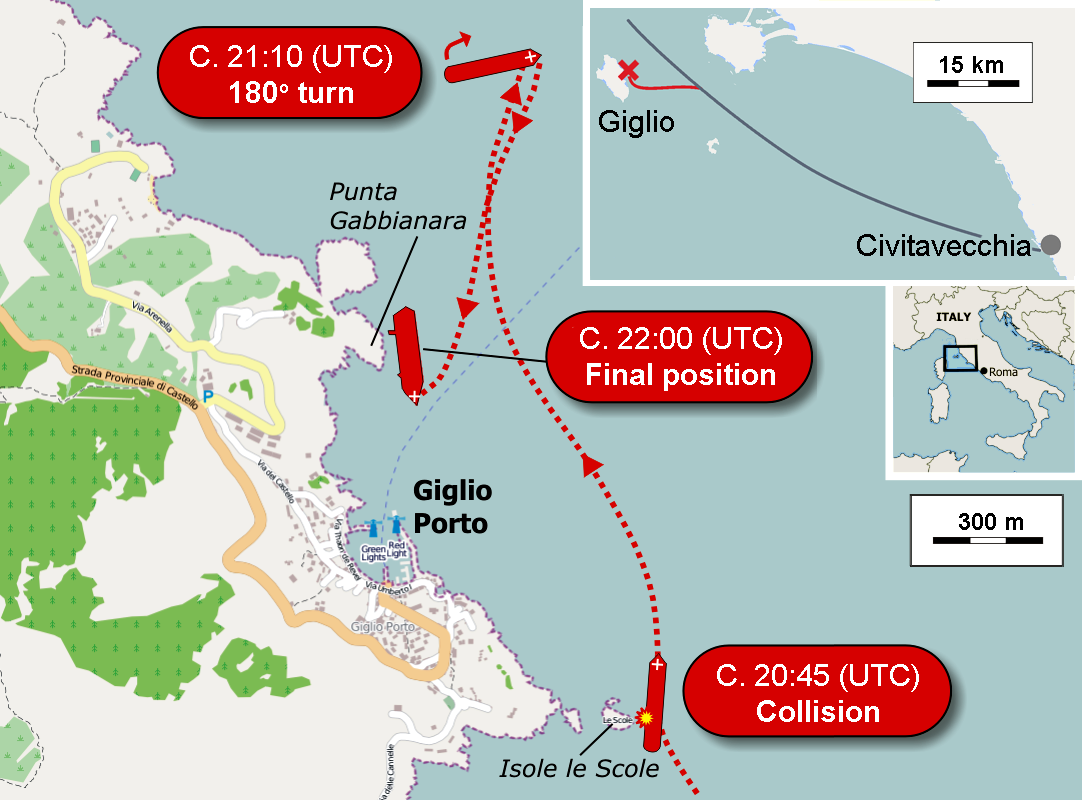
Carte du lieu de collision avec le récif et de la position d'échouement du Costa Concordia.

Le naufrage du Costa Concordia est un grave accident de paquebot de croisière, survenu en Méditerranée, le vendredi 13 janvier 2012, à proximité de l'île du Giglio, au large du littoral sud de la Toscane.
Alors qu'il navigue trop près de la côte sur l'ordre du capitaine, le bâtiment talonne un récif côtier sur bâbord. La coque est éventrée sur environ 53 mètres de long et sur une largeur allant jusqu'à 7,30 mètres au maximum et prend l'eau immédiatement. Le navire, sous l'action combinée de son inertie, du courant et du vent, réussit à effectuer un demi-tour et vient s'échouer sur tribord sur un rocher côtier à proximité du port.
Le bilan définitif s'élève à trente-deux morts.
Le renflouement du bâtiment est opéré les lundi 16 et mardi 17 septembre 2013 et dure 19 heures. Le coût global estimé de l'opération est de 1,1 milliard d'euros, soit plus que le coût de construction du navire en 2005-2007 (500 millions d'euros). L'épave entame son dernier voyage en direction de Gênes le mercredi 23 juillet 2014. Elle arrive à Gênes le 27 juillet 2014 aux alentours de 5 h du matin pour y être démantelée. Le capitaine du Costa Concordia, Francesco Schettino, qui a donné l'ordre de se rapprocher de l'île pour effectuer un « salut » (Inchino) provoquant la catastrophe, puis a quitté le navire en plein naufrage, est condamné à seize ans de prison, une peine confirmée en appel en 2017.

## Navire
Mise en service : 2006
- Longueur : 290 m
- Largeur : 35,5 m (flottaison)
- Tirant d’eau : 8,30 m
- Tirant d'air : 70 m
- Tonnage du bateau : 114 500 UMS
- Vitesse : 23,5 nœuds max
- Puissance : 102 000 ch soit 75 600 kW

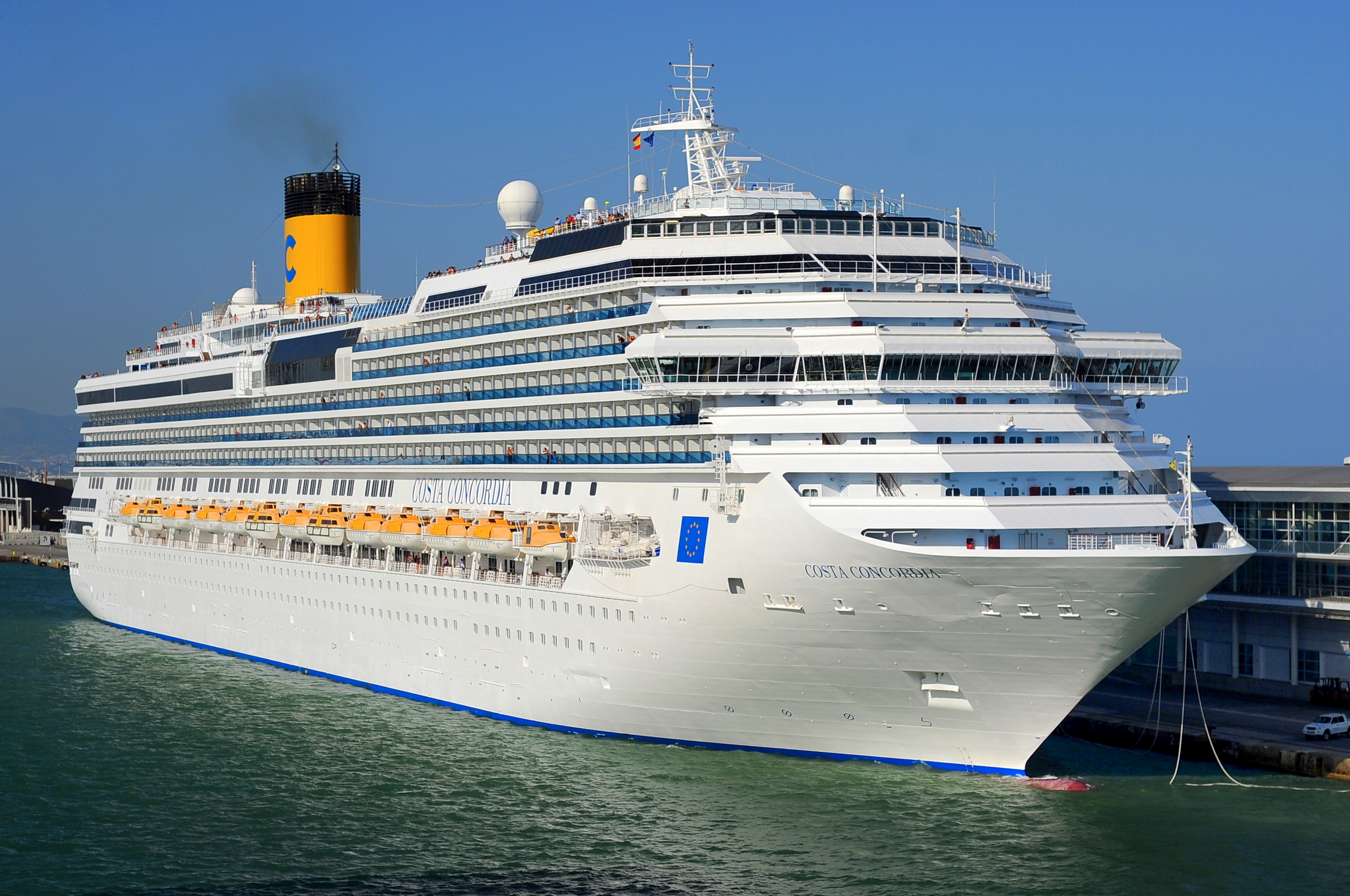
Le Costa Concordia à quai.

- Nombre de ponts : 17 (13 pour les passagers)
- Capacité d’accueil : 3 780 passagers
- Membres d’équipage : 1 100
- Classé post-panamax, le navire est trop imposant pour emprunter le canal de Panama.

## Naufrage

### Naufrage en chiffres
Au moment du naufrage, le Costa Concordia avait à son bord 4 229 personnes (3 206 passagers et 1 023 membres d'équipage). Le bilan définitif fait état de 32 morts (16 hommes et 16 femmes).

### Météo du soir du 13 janvier 2012
Cette section ne s'appuie pas, ou pas assez, sur des sources secondaires ou tertiaires indépendantes du sujet. Le texte peut contenir des analyses inexactes ou inédites de sources primaires.
Pour l'améliorer, ajoutez-en, ou placez des modèles {{Source secondaire souhaitée}} ou {{Source secondaire nécessaire}} sur les passages mal sourcés. (octobre 2022)
Il fait nuit quand le Costa  Concordia appareille de Civitavecchia ce vendredi 13 janvier 2012 à 19 h 18. Le temps est nuageux, la température extérieure est de 13 °C, avec un vent nord-est qui souffle à 15 nœuds soit environ 27 km/h.
Quand le Costa Concordia fait naufrage sur l’île de Giglio à 21 h 45, le temps est nuageux, la visibilité est de 19 km, la température extérieure est de 4,4 °C, le vent souffle du nord-est à 10 nœuds soit 18 km/h, la mer est calme et il y a peu de courant.

## Chronologie des événements
Reconstitution cartographique basée sur les données AIS.
Les éléments suivants ont été tirés du rapport d'enquête du ministère des transports italien et de la boîte noire du navire.

### Avant l'impact
21 h : le commandant Francesco Schettino dîne au restaurant Milano au pont 3 à l'extrême arrière du navire.
21 h 9 : le Concordia fait route au trois-zéro-deux (302°) à une vitesse de 15,8 nœuds en mode pilote automatique. Il se trouve à environ 4,8 milles au sud de l'île du Giglio.
21 h 19 : après plusieurs embardées le navire suit un cap de 279° l'étrave orientée vers l'île de Giglio. Ciro Ambrosio l'officier de quart contacte Schettino qui se trouve au restaurant « Milano », pour lui communiquer la route qui avait été définie au départ de Civitavecchia. Le passage du Costa Concordia doit s'effectuer à 6 milles de l'île, le point tournant pour passer devant l'île doit s'effectuer à 21 h 39 pour avoir le port par le travers bâbord vers 21h44 .
21 h 34 min 9 s : le commandant Francesco Schettino arrive sur la passerelle.
21 h 34 min 16 s : Francesco Schettino annonce à l’officier de quart qu'il prend les commandes du navire et demande de passer la barre en mode manuel.
21 h 39 min 29 s : Francesco Schettino annonce : « venir au trois-zéro-zéro (300°) par la droite »
21 h 43 min 46 s : Francesco Schettino : « trois-quatre-zéro, trois-cinq-zéro » (Cap) 
Le timonier répond : « trois-quatre-zéro »
21 h 43 min 50 s : Francesco Schettino : « au trois-cinq-zéro par la droite ! Sinon nous allons sur les rochers »
21 h 44 min 14 s : Francesco Schettino : « à droite 10, à droite 20. À droite toute. à gauche 10, à gauche 20 ». (Degrés d'angle)
21 h 44 min 58 s : Francesco Schettino : « barre à gauche toute». Le timonier se trompe et met la barre à droite. Quelques instants plus tard il se ravise et met la barre à gauche, l'arrière du bateau ne va pas suivre (sous l'effet de l'inertie, le bateau "balaye"). Le navire se trouve à 150 mètres des rochers (le Scole).
21 h 45 min 3 s : Francesco Schettino : « À gauche toute »

### Impact
21 h 45 min 8 s : impact du navire avec le Scole.
À cet instant, l'arrière bâbord du Costa Concordia heurte Le Scole puis la bande son de la boite noire enregistre de fortes vibrations de la structure du navire ; une multitude d'alarmes signalent une voie d'eau et une grave avarie. La vitesse du navire tombe brutalement à 8,3 nœuds, puis il perd sa propulsion et va commencer à dériver au 350°.

### Après l'impact
21 h 45 min 8 s : Francesco Schettino : fermez immédiatement les portes étanches.
21 h 45 min 31 s : Francesco Schettino : « à gauche toute »
Ciro Ambrosio : « à droite toute »
Francesco Schettino rétorque : « à gauche toute »
21 h 46 min 12 s : black-out, toutes les lumières principales s’éteignent.
21 h 46 min 59 s : Francesco Schettino annonce : « à droite toute », mais les commandes ne répondent plus.

### Échanges entre leConcordiaet les garde-côtes
Garde-côtes : « Bonsoir Costa Concordia, avez-vous des problèmes à bord ? »
Officier de bord : « oui, affirmatif. Nous avons une panne de courant à bord. Nous vérifions ce qui se passe. »
Garde-côtes : « un proche d'un membre d'équipage a contacté la police pour lui dire que plein de choses étaient tombées à terre durant le dîner ».
Officier de bord : « non, négatif. Nous avons une panne de courant à bord et nous vérifions la situation à bord. Nous vous tiendrons informés. »

### Suite des évènements
21 h 57 : Francesco Schettino contacte Roberto Ferrarini, le responsable de crise de Costa Croisières à terre et lui explique que le navire a percuté un rocher, il lui explique la situation au moment de l’appel et lui fait état de la probable évolution de la situation. Il va lui indiquer que le navire est en black-out, mais que les hélices ne sont pas touchées. Il l’informe aussi que l’eau entre par l’arrière et que le système électrique est hors d'usage.
Mais Roberto Ferrarini ne mesure pas au travers des propos du commandant l’ampleur des dégâts, il ne se doute pas que déjà deux compartiments sont noyés. Il va contacter l’inspecteur technique de Costa Croisières pour lui demander son avis, mais il ne l’informera pas que le Costa Concordia est en black-out. N’étant pas informé, l’inspecteur technique va donner de mauvaises instructions, utiliser les propulseurs d’étraves pour que le navire soit placé dans un lieu sûr, jeter l’ancre et faire une évaluation des dégâts.
Seize minutes après l’impact, le commandant ne pouvait pas ignorer la gravité de l’accident et la perte du navire, du fait que les équipes d’intervention signalaient que les compartiments étanches principaux du navire étaient touchés.
Ces compartiments étaient essentiels pour assurer la flottaison du navire en cas d'avarie.
Le compartiment 4 abritait les paliers de bielles et des unités hydrauliques, les compresseurs de climatisation.
Le compartiment 5 abritait les moteurs électriques de propulsion (PEM), les pompes à incendie des cales, la propulsion, les transformateurs de ventilation de la salle des machines, les transformateurs de propulsion.
Le 6 et le 7 abritaient six  générateurs diesel principaux Wärtsilä.
Le 8 abritait les ballasts et les pompes de cales.
22 h 16 : un officier de bord contacte les autorités maritimes de Civitavecchia pour l'envoi de deux remorqueurs, la raison invoquée étant une voie d'eau sur l'arrière bâbord du navire mais il affirme toujours que la situation est sous contrôle.
22 h 18 : plus rien ne fonctionne dans la salle des machines, les pompes de cales, de ballasts et de barre sont sous l'eau. Le Costa Concordia dérive à une vitesse d'environ 1 nœud en direction du sud-ouest. L'action combinée du vent du nord-est, des courants et des safrans bloqués sur tribord font amorcer un lent virage au navire en direction de la côte. Toutes ces actions combinées font que la gîte passe du côté bâbord au côté tribord.
22 h 34 : La capitainerie de Livourne rappelle le Concordia et demande si le navire peut encore naviguer ou s'il faut déclarer une situation d'urgence.
Réponse affirmative du Concordia, navire en détresse, demande assistance immédiate.

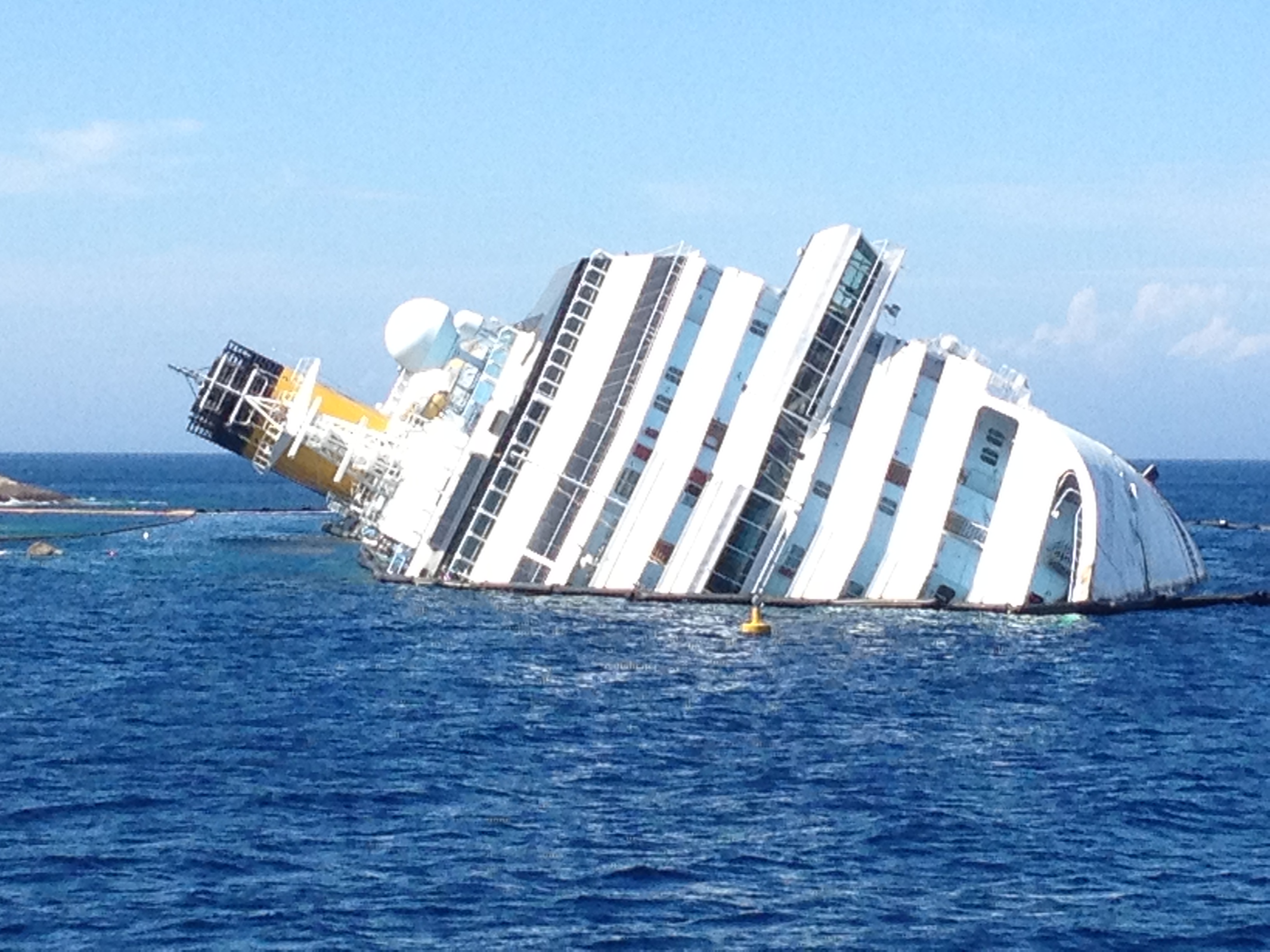
Le Costa Concordia échoué.

22 h 35 : Francesco Schettino décide l'abandon du navire après avoir eu une conversation avec le responsable de crise de Costa Croisières.
22 h 47 : Francesco Schettino décide de jeter l'ancre.
22 h 54 min 6 s : 1 h 9 min après avoir heurté le Scole, le Costa Concordia s'échoue sur la « Lazaretto Punta », sa position finale. À ce moment-là, le navire penche à 20° sur tribord et c'est à ce moment que Francesco Schettino décide l'abandon du navire.
6 h 17 : fin de l'évacuation, 4 196 personnes sont sauvées à cette heure-là.

### Échanges entre Francesco Schettino et le commandant De Falco par téléphone
Alors que le commandant Francesco Schettino a ordonné d'abandonner le navire puis a quitté le Costa Concordia sur un canot de sauvetage (laissant son équipage se débrouiller seul) le commandant de la capitainerie de port de Livourne entre en contact téléphonique avec lui pour suggérer, puis lui ordonner de remonter à bord du navire (par une échelle de corde à la proue) et de diriger les opérations d'abandon.
Résumé de l'enregistrement traduit depuis l'italien en français : 
« 23 h 1 :
Commandant Gregorio De Falco de la capitainerie du port de Livourne : "Oui, je suis De Falco de Livourne, je parle avec le commandant ?"
Commandant Francesco Schettino : "Oui, bonsoir commandant De Falco"
Commandant Gregorio De Falco : "Dites-moi votre nom s'il vous plaît"
Commandant Francesco Schettino : "Je suis le commandant Schettino, commandant"
Commandant Gregorio De Falco : "Schettino ? Écoutez, Schettino. Il y a des gens bloqués à bord. Maintenant vous allez avec votre chaloupe sous la proue du navire du côté droit. Il y a une échelle (de secours en corde) et vous montez à bord. Vous allez à bord et vous nous dites combien il y a de gens. C'est clair ? J'enregistre cette communication, commandant Schettino."
Commandant Francesco Schettino : "Commandant, je veux vous dire une chose..."
Commandant Gregorio De Falco. "Parlez à voix forte. Mettez la main devant le micro et parlez d'une voix plus forte, c'est clair ?"
Commandant Francesco Schettino : "Actuellement le navire est incliné."
Commandant Gregorio De Falco : "J'ai compris. Écoutez : il y a des gens qui descendent par l'échelle de proue. Cette échelle vous devez la parcourir en sens inverse, monter sur le navire et me dire combien il y a de gens et ce qui se passe à bord. C'est clair ? Vous devez me dire combien il y a d'enfants, de femmes et de personnes ayant besoin d'assistance. Et vous me dites combien de gens il y a dans ces catégories. C'est clair ? Écoutez, Schettino, vous avez peut-être réussi à vous sauver de la mer mais là, vraiment ça va mal se passer. Si vous ne montez pas à bord, je vais vous causer une énormité d'ennuis. Allez à bord, bordel de merde."
Commandant Francesco Schettino : "Commandant, je vous en prie".
Commandant Gregorio De Falco : "Non mais je vous en prie. Là maintenant vous y allez, vous remontez à bord. Vous m'assurez que vous êtes en train de remonter à bord ? "
Commandant Francesco Schettino : "Je suis déjà en train d'y aller là, je suis là, je ne vais nulle part, je suis là."
Commandant Gregorio De Falco : "Qu'êtes-vous en train de faire commandant ?"
Commandant Francesco Schettino : "Je suis là pour coordonner les secours."
Commandant Gregorio De Falco : "Qui est-ce qui coordonne là-bas ? Maintenant vous remontez à bord pour coordonner les secours à bord. Vous refusez là ? "
Commandant Francesco Schettino : "Non, non je ne refuse pas. C'est juste que... ".
Commandant Gregorio De Falco : "Vous refusez de remonter à bord ? Dites-moi pour quel motif vous n'y allez pas ?"
Commandant Francesco Schettino : "Je ne suis pas en train d'y aller parce qu'il y a l'autre bateau (chaloupe de sauvetage, ndlr) qui s'est arrêté."
Commandant Gregorio De Falco : "Vous allez à bord, c'est un ordre. Vous ne devez pas penser à autre chose. Vous avez déclaré l'abandon du navire. Maintenant c'est moi qui commande. Vous remontez à bord, c'est clair ? Vous m'entendez ? Allez-y et appelez directement depuis le bateau. Sur place il y a déjà mon secours aérien".
Commandant Francesco Schettino : "Où est votre moyen de secours ?"
Commandant Gregorio De Falco : "Il est à la proue. Allez-y. Il y a déjà des cadavres, Schettino".
Commandant Francesco Schettino : "Il y en a combien ?"
Commandant Gregorio De Falco : "Je ne sais pas. Un c'est sûr, je l'ai entendu. Mais c'est à vous de me le dire combien, bon sang de bonsoir."
Commandant Francesco Schettino : "Mais vous vous rendez compte qu'il fait nuit et qu'ici on ne voit rien ?"
Commandant Gregorio De Falco : "Qu'est-ce que vous voulez faire Schettino, rentrer à la maison ? Il fait nuit alors vous voulez rentrer chez vous, c'est ça ? Montez sur la proue du navire par l'échelle et vous me dites ce qu'on peut faire, combien est-ce qu'il y a de gens, quels sont leurs besoins. Tout de suite."
Commandant Francesco Schettino : "Je suis avec le commandant en second" (sur une chaloupe de sauvetage).
Commandant Gregorio De Falco : "Montez à bord tous les deux. Vous et votre second vous montez maintenant à bord, c'est clair ? "
Commandant Francesco Schettino : "Et commandant, je voudrais monter à bord mais l'autre chaloupe ici... Il y a les autres sauveteurs... Elle s'est arrêtée et elle est bloquée, j'ai appelé d'autres sauveteurs".
Commandant Gregorio De Falco : "Cela fait une heure que vous me dites ça. Maintenant vous allez à bord, allez à bord. Et vous venez me dire tout de suite combien il y a de gens".
Commandant Francesco Schettino : "D'accord commandant"
Commandant Gregorio De Falco : "Allez-y immédiatement " »
L' échange s'arrête à 23 h 5. Schettino ne remontera jamais à bord.

## Bilan
Sur les 4 229 personnes à son bord (3 206 passagers et 1 023 membres d'équipage), trente-deux personnes perdent la vie. Parmi elles, deux touristes français et un membre d'équipage péruvien se noient. Quatorze autres sont blessées[réf. nécessaire]. Le 15 janvier, les corps de deux touristes, un Italien et un Espagnol, sont retrouvés. Les pompiers, qui passent toute la nuit du 15 au 16 janvier à la recherche des disparus, retrouvent à bord du navire le corps d'un passager portant son gilet de sauvetage. Il se trouve sur le deuxième pont dans la partie encore émergée du navire. Dans la nuit du 16 au 17 janvier, un septième corps est repéré. Cette même nuit le décompte des disparus est révisé de façon plus pessimiste à encore vingt-huit manquants. Le 18 janvier, la préfecture de Grosseto publie une liste comprenant les noms de vingt-trois personnes disparues ou dont le corps n'a pas encore été identifié. Plusieurs personnes disparues ont par la suite été retrouvées,.
Huit corps ont été retrouvés le 22 février 2012, et cinq le 22 mars 2012.
Par recoupement de diverses sources, la répartition par nationalité des 3 216 passagers sur le paquebot est la suivante : 989 Italiens, 569 Allemands, 462 Français, 177 Espagnols, 129 Américains, 127 Croates, 108 Russes, 74 Autrichiens, 69 Suisses, 46 Brésiliens, 46 Japonais, 42 Néerlandais, 33 Ukrainiens, 30 Sud-Coréens, 26 Chinois de Hong Kong, 25 Britanniques, 21 Australiens, 17 Argentins, 13 Taïwanais, 12 Canadiens, 12 Chinois, 12 Polonais, 11 Portugais, 11 Hongrois, 11 Dominicains, 10 Chiliens,10 Roumains, 10 Colombiens,9 Turcs, 8 Bulgares, 8 Péruviens, 6 Belges, 5 Suédois, 4 Israéliens, 4 Danois, 3 Irlandais, 3 Macédoniens, 2 Mexicains, 2 Sud-Africains, 2 Paraguayens, 2 Finlandais, 1 Indien, 1 Lituanien et 1 Néo-Zélandais ,,.
| Bilan au 3 novembre 2014 | Bilan au 3 novembre 2014 |
| Nationalité              | Morts                    |
| ------------------------ | ------------------------ |
| Allemagne                | 12                       |
| Italie                   | 7                        |
| France                   | 6                        |
| Pérou                    | 2                        |
| États-Unis               | 2                        |
| Espagne                  | 1                        |
| Hongrie                  | 1                        |
| Inde                     | 1                        |
| Total                    | 32                       |

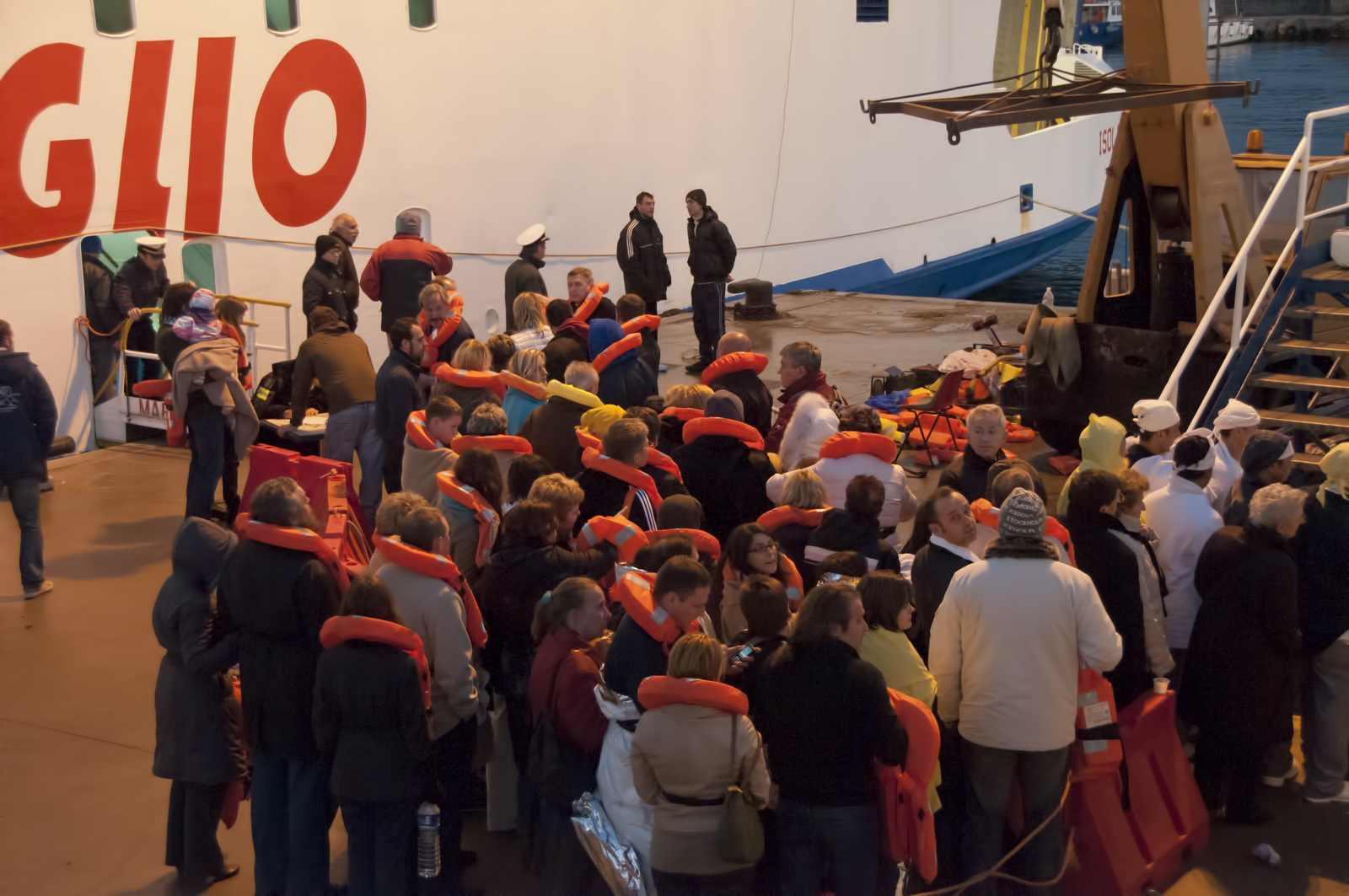
Passagers du Costa Concordia après le naufrage.

Jusqu'à la mi-2013, le bilan est de trente morts et deux disparus, une passagère italienne et un membre d'équipage indien dont les corps sont restés prisonniers de l'épave jusqu’à son redressement,.
Fin septembre 2013 et début octobre 2013, les restes du corps de la passagère italienne ont été retrouvés après le redressement du paquebot, le dernier corps du membre d'équipage indien a été retrouvé le 3 novembre 2014 à bord du navire alors en cours de démolition dans le port de Gênes.

## Controverses
Très vite après la catastrophe, le comportement du commandant Francesco Schettino est vivement décrié dans la majorité des médias nationaux et internationaux, avant même que son procès ne débute. Il y gagne même le surnom de « l'homme le plus détesté d'Italie », bien que son village natal lui conserve son soutien.
Un historien français[Qui ?] du Titanic fait le parallèle entre la réaction des médias après le naufrage du Costa Concordia et après celui du Titanic : de nombreux journaux avaient annoncé des nouvelles contradictoires (telles que le remorquage du Titanic vers Halifax ou le démenti du naufrage en affirmant que le RMS Olympic s'était dérouté et accompagnait son navire-jumeau vers New York), tout comme pour le Costa Concordia : ont été citées la tentative de faire endosser la responsabilité par une femme moldave présente avec le capitaine et qui n'était ni inscrite sur la liste officielle des passagers, ni sur celle des membres de l'équipage ainsi que la faveur accordée au chef des serveurs de raser la côte dont il était originaire.
Est ensuite critiqué, après celui du capitaine, le comportement de l'équipage qui aurait déserté son poste en abandonnant les passagers à leur sort, ou n’aurait pas su faire descendre les canots de sauvetage, ce qui est réfuté par un membre de l'équipage qui indique avoir fait embarquer quatre cents à cinq cents personnes sur les radeaux de secours. La compagnie Costa Croisières est également critiquée par le capitaine, qui affirme que c'est elle qui lui avait demandé de s'approcher le plus possible de l'île du Giglio ce qui a ensuite été confirmé par une écoute téléphonique dévoilée par la police italienne, ; ceci ajouté à la panne du Costa Allegra conduit  la compagnie à envisager de changer de nom. Le comportement de certains passagers est ensuite pointé du doigt : certains auraient emporté des équipements du navire pour les revendre sur eBay, tandis que d'autres passagers masculins sont accusés d'avoir méprisé l'adage « les femmes et les enfants d'abord » en poussant ceux-ci hors des canots pour prendre leur place ; de plus, certains réclameraient un dédommagement beaucoup trop important par rapport au préjudice subi.
L'instinct de survie est régulièrement mentionné pour justifier le comportement du capitaine ou des passagers.

## Emballement médiatique
Le dialogue entre le commandant Schettino et le responsable des garde-côtes de Livourne, le commandant De Falco, a fait le tour des médias et des réseaux sociaux.
L'injonction de De Falco à Schettino de remonter à bord et de faire son devoir, aussi énergique que peu châtiée, (« vada a bordo, cazzo » - traduction libre : remontez à bord, tête de con) devient une phrase culte, que des commerçants impriment sur des T-shirts, des casquettes, des porte-clés.

## Enquête et suites judiciaires

### Enquête sur le naufrage
Le 14 janvier 2012, le commandant Francesco Schettino et le premier officier Ciro Ambrosio sont incarcérés par les autorités italiennes pour « homicide multiple, naufrage et abandon du navire, ». En effet, le capitaine rejoint le rivage peu avant minuit, bien avant les derniers passagers qui sont évacués aux environs de 6 h le lendemain matin. Le commandant et son second sont remis en liberté mercredi 18 janvier 2012 sous contrôle judiciaire et assignés à résidence. Sept autres employés de la compagnie Costa (quatre membres d'équipage et trois membres du personnel à terre) seront aussi poursuivis par la suite, pour « homicides par imprudence, naufrage et défaut de communication aux autorités maritimes.»
L'enregistreur des données du voyage est récupéré le dimanche 15 janvier, mais il se révèle défectueux, ce qui provoque une controverse. En effet, la boîte noire était en panne depuis quatre jours au moment du drame, alors que les règles maritimes interdisent à un navire de prendre la mer dans cette situation. La compagnie Costa a affirmé que la boîte donnait une erreur de code, mais n'était pas en panne.
L'enquête a révélé que le capitaine s'est approché des côtes dans le but de faire un « inchino », tradition consistant à s'approcher de l'île du Giglio pour en saluer les habitants. Cette pratique est tolérée mais reste dangereuse. Une polémique a éclaté sur le rôle du commandant. En effet, celui-ci aurait tardé à donner l'alarme (alors que l'équipage même avait conscience de la gravité de la situation) et aurait refusé de retourner à bord du navire après l'avoir quitté. Il a néanmoins nié ces accusations et a dit avoir informé sa compagnie en temps réel.
Tout en reconnaissant avoir quitté le navire avant la fin de l'évacuation, Schettino a nié sa culpabilité, affirmant avoir agi avec professionnalisme pour échouer le navire et ainsi l'empêcher de couler. Il a d'abord commencé par affirmer qu'il avait heurté un éperon rocheux ne figurant pas sur les cartes nautiques.
Le directeur de Costa Croisières affirme qu'il aurait trompé la compagnie en cherchant à dissimuler l'ampleur des problèmes à bord le soir du drame, avec des annonces par haut-parleurs expliquant que ce n'était qu'une panne d'électricité, pour calmer les passagers.
Selon une écoute téléphonique dévoilée par la police italienne, le capitaine aurait fait l'objet de pressions de la part d'un responsable de Costa Croisières pour longer de très près la côte,.
Après avoir visé presque exclusivement le commandant, la justice italienne s'intéresse au rôle possible joué par la compagnie Costa Croisières dans ce drame. Selon d'anciennes employées du navire, des membres de l'équipage auraient été souvent ivres lors de croisières passées.
Un autre point soulevé par l'enquête est la mauvaise coordination de l'équipage à cause des problèmes linguistiques, de nombreux membres de l'équipage maîtrisant mal l'italien, langue de travail du navire.
Le parquet italien a annoncé le 20 décembre 2012 que son enquête sur la catastrophe était achevée. Le 10 avril 2013, la compagnie Costa Croisières est condamnée à une amende d'un million d'euros, au terme d'une procédure négociée.
Une audience préliminaire se tient le 13 avril 2013, devant le tribunal de Grosseto, contre Francesco Schettino et cinq autres membres de Costa Croisières, pour décider de l'éventuel renvoi en justice de l'ex-commandant du paquebot et des autres prévenus.
Le 12 mai 2017, le commandant Francesco Schettino est condamné à 16 ans de prison ferme lors de son procès, peine confirmée en appel, son pourvoi en cassation a ensuite été rejeté par la cour de cassation italienne,.

### Suites judiciaires
À la suite du naufrage, plusieurs plaintes ont été déposées contre la maison-mère de Costa Croisières, Carnival Corporation & plc.
Une plainte collective a été déposée devant le Tribunal de Miami, qui a ensuite été rejointe par une cinquantaine de passagers français. Dans l'attente de la constitution d'une association de victimes, plusieurs plaintes ont aussi été déposées en France, en Allemagne, en Suisse. Le 28 janvier, un ancien membre d'équipage du Costa Concordia a déposé la première plainte contre le groupe Carnival, au nom de toutes les victimes du naufrage.
Costa Croisières a proposé, en plus de la prise en charge de tous les frais, d'indemniser chaque passager (non-blessé) à hauteur de 11 000 €.
Plusieurs avocats de rescapés ont ouvert leur propre enquête concernant le naufrage.
Après avoir été licencié, le commandant Francesco Schettino déclare vouloir retrouver son poste de commandant dans son ancienne compagnie.
En juin 2012, une nouvelle plainte a été déposée contre le groupe Carnival, par un cabinet d'avocats californiens représentant 150 passagers plaignants. Les avocats estiment que la compagnie aurait forcé les concepteurs du navire à maximiser le profit au détriment de la sécurité. Selon eux, les normes utilisées pour la construction d'un navire de cette taille étaient éculées, et les plans l'avaient rendu trop lourd dans sa partie supérieure, avec une propension à tanguer.
En février 2015, le commandant Francesco Schettino est condamné à 16 ans de prison pour homicides, abandon de navire et naufrage. En mai 2016, sa condamnation est confirmée en appel puis en mai 2017, en cassation.

## Renflouement et démantèlement

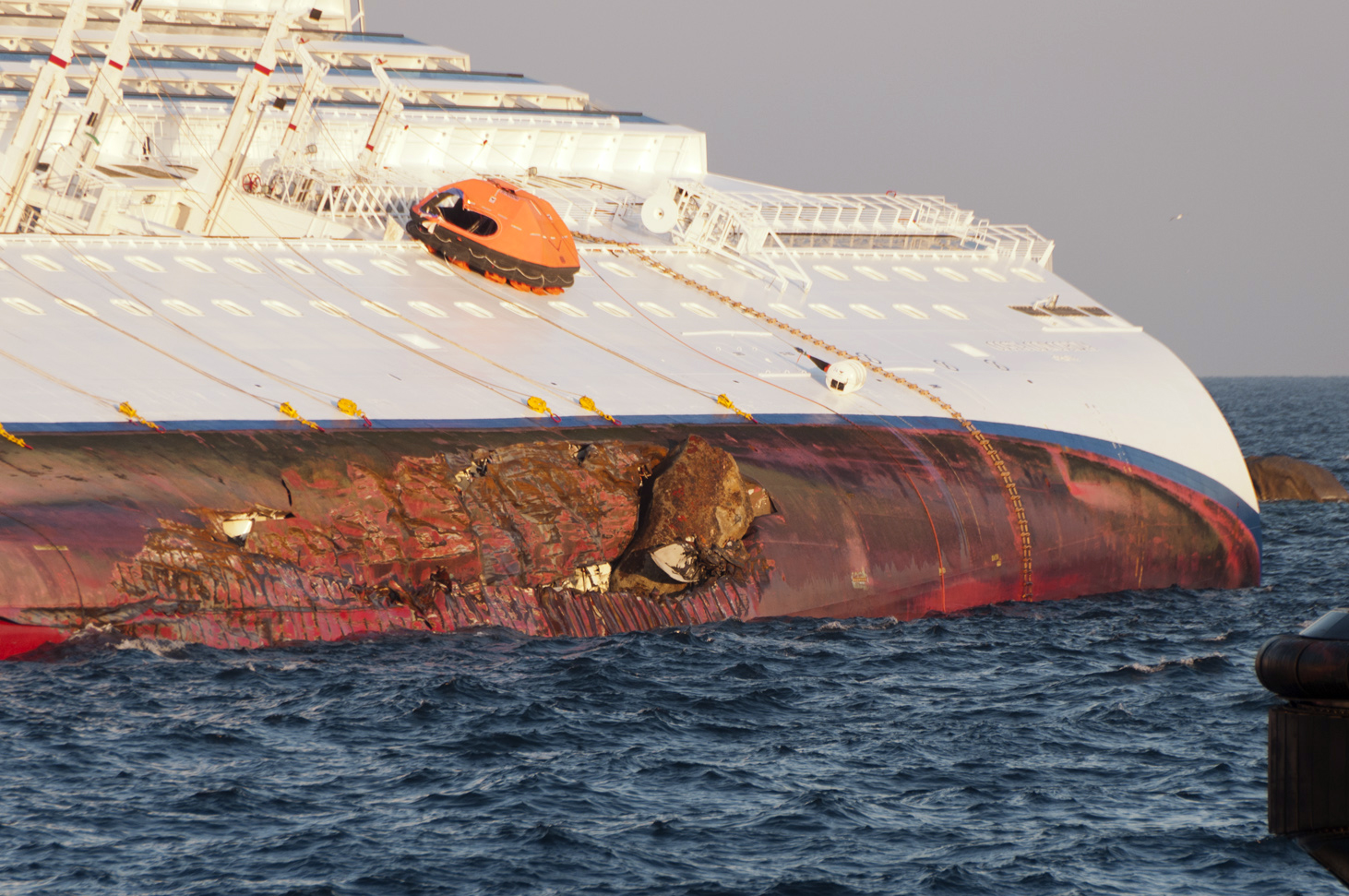
Détail des dégâts subis sur les œuvres vives bâbord à la suite de la collision avec le récif.

Dans les jours suivant le naufrage, la priorité est de stabiliser le navire sur les rochers sur lesquels il repose. En effet, il risque de glisser et couler plus profondément vers des fonds de 100 mètres se trouvant à proximité. Pier Luigi Foschi, PDG de Costa Croisières, la société propriétaire du navire, déclare lors d'une conférence de presse le 16 janvier que l'idée de renflouer le navire est étudiée. Le même jour, des experts néerlandais arrivent pour déterminer si le bateau peut être redressé. Mais la structure du navire risque d'être « très atteinte ». En cas de démolition in situ du navire, il faudrait en extraire une grande quantité de produits polluants, dont 2 300 tonnes de carburant.
Six solutions techniques sont comparées et le projet sélectionné doit s'étaler sur un an environ.
Début avril 2013, il est annoncé que l'épave du navire sera renflouée, et non démantelée sur place. Le projet prévoit d'installer une plate-forme immergée sur laquelle le navire sera redressé au moyen de câbles. Des caissons seront fixés sur les flancs, qui, une fois emplis d’air, permettront de faire flotter le navire. Une fois le bateau à flot, il sera remorqué vers le port de Gênes.
Durant environ 20 heures (entre le lundi 16 septembre 2013 au matin et les premières heures de la nuit du mardi 17 septembre 2013), l'opération de redressement de l'épave est réalisée avec succès, ce qui est une première mondiale pour un bâtiment de cette taille. Plusieurs mois sont encore nécessaires avant qu'il soit remorqué vers un port italien puis démantelé.
Le 1er février 2014, un plongeur espagnol travaillant sur l’épave meurt accidentellement après être resté bloqué entre des tôles lors d’opérations préliminaires à l’installation de caissons sur le flanc droit du navire.

### Coût
Le coût du naufrage pour l'entreprise Carnival Corporation & plc, estimé à 750 millions de dollars, doit être en grande partie pris en charge par les compagnies d'assurance, mais elle doit déjà subir près de 40 millions de dollars pour la perte d'exploitation jusqu'à la fin de l'année fiscale. Le cours de l'entreprise en bourse a également fortement baissé, ainsi que ses prévisions de résultats.

## Hommages et commémoration
En septembre 2012, le Lloyd's of London décerne le titre de Seafarer of the year – Marin de l’Année – qui récompense les meilleurs professionnels de la navigation et de la marine marchande à l’équipage du Costa Concordia pour son comportement exemplaire pendant le naufrage, qui a permis de sauver la majorité des passagers du bateau.
Le 13 janvier 2013, les municipalités de Isola del Giglio et Monte Argentario ont été décorées avec la plus haute distinction civile italienne: la Médaille d'Or du Mérite Civil accordée par le président de la République pour l'engagement des citoyens, des administrateurs et des institutions locales dans le sauvetage des survivants du Costa Concordia.
Le 13 janvier 2022, une cérémonie est organisée à Giglio Porto pour commémorer la tragédie, dix ans après.

## Dans la culture populaire
Le groupe français Feu! Chatterton évoque cet accident dans sa chanson « Côte Concorde » (traduction littérale en français du nom du bateau le Costa Concordia), extraite de son premier album Ici le Jour (a tout enseveli), paru en 2015.
Le groupe américain Car Seat Headrest l'évoque dans son album Teens of Denial (en), paru en 2016, avec sa chanson intitulée The Ballad of the Costa Concordia.

## Conséquences sur le tourisme de l'île du Giglio
Alors que le tourisme est très faible jusqu’au mois de mai, l’île du Giglio a enregistré « un bond de 200 % » de sa fréquentation depuis janvier 2012. L’île, qui compte quelque 700 résidents en hiver et 3 400 en été, reçoit 4 000 vacanciers sédentaires en juillet et en août et enregistre 50 000 passages, selon les compagnies de ferry qui assurent la traversée du continent à l’île.
Devant l’affluence de ces « touristes d’un jour », la commune a décidé d’instaurer depuis juillet 2012 une taxe de débarquement d’un euro par personne. Cette taxe est comprise dans le prix du billet d’embarquement sur les ferries reliant le village de Porto Santo Stefano et l’île du Giglio. En juillet 2012, 80 000 passagers ont débarqué sur place, rapportant 80 000 € aux caisses municipales du Giglio.

## Galerie

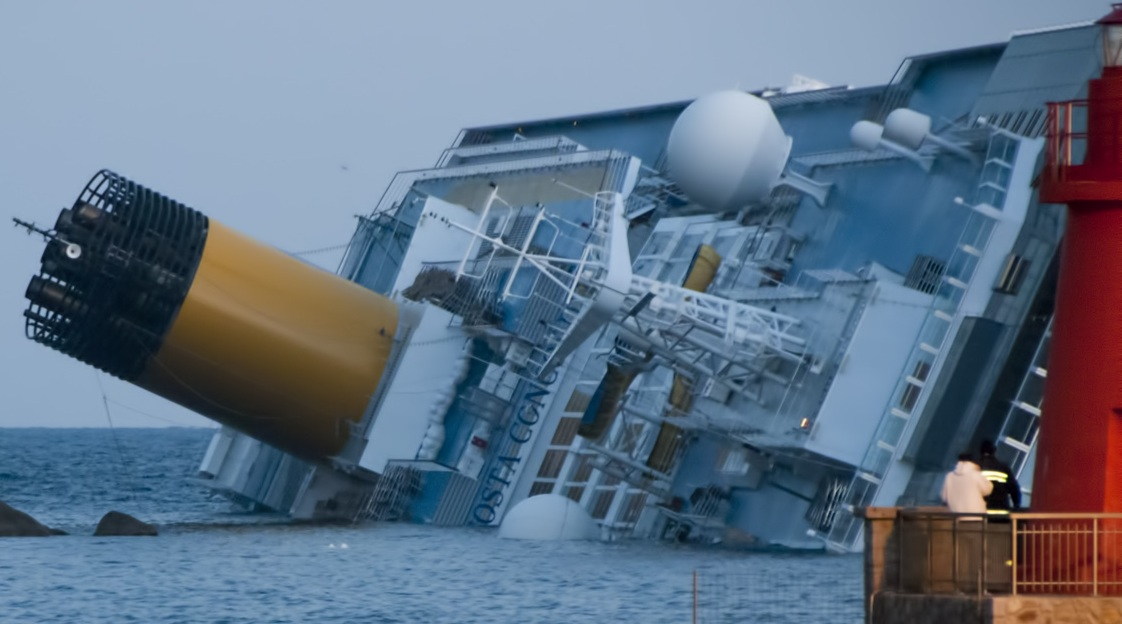
Le navire échoué sur tribord.
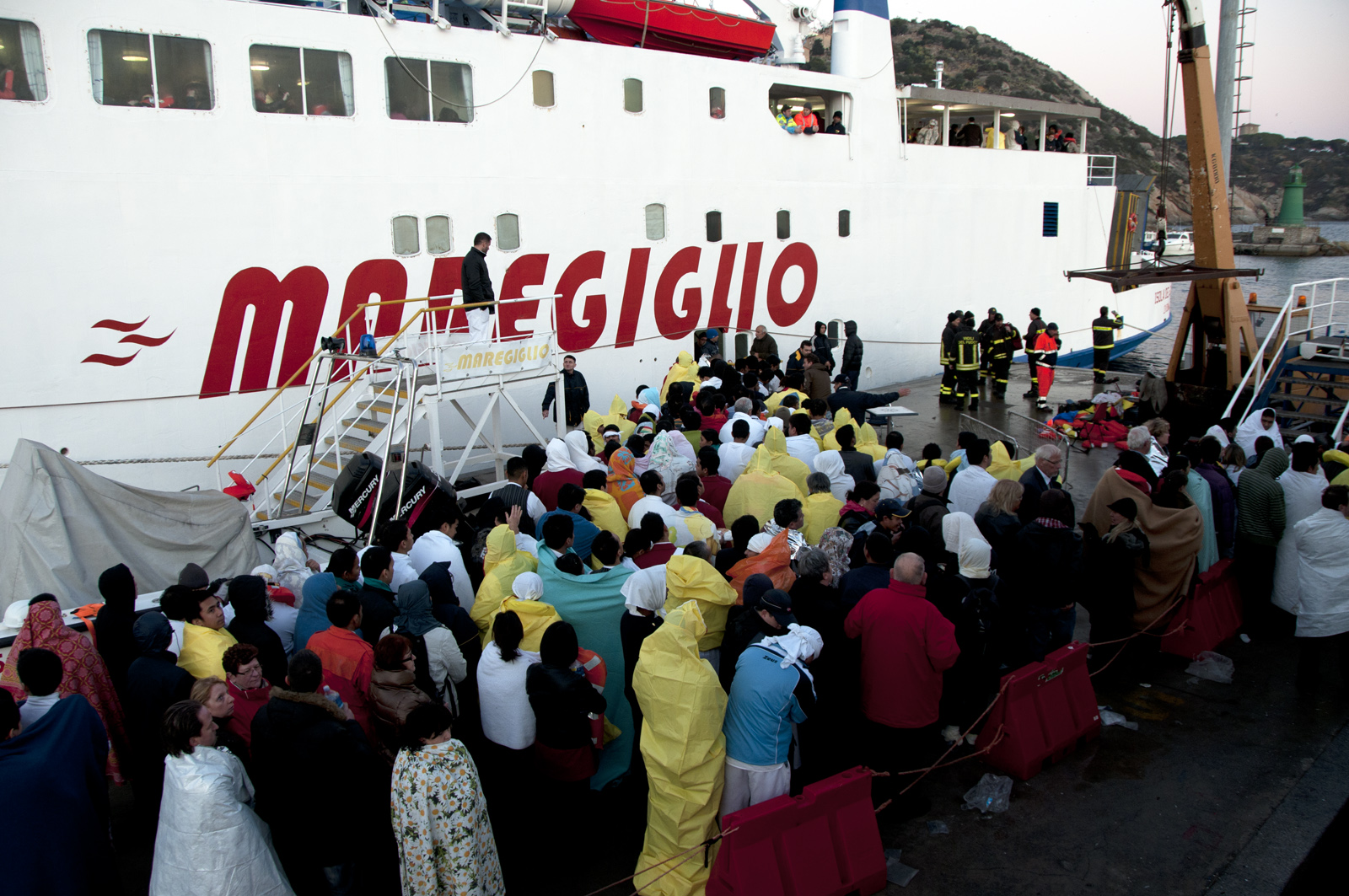
Rescapés du Costa Concordia.
Schéma en coupe du Costa Concordia échoué.